# Centro Penitenciario Lledoners
El Centro Penitenciario Lledoners (Centre Penitenciari Lledoners en catalán) es una prisión situada en el municipio de San Juan de Torruella, en la provincia de Barcelona (España). Inaugurado en 2008, forma parte de los centros penitenciarios de la Generalidad de Cataluña. Está concebido para acoger entre 750 y 1025 internos –hombres penados adultos–. Como si fuera una ciudad, el centro dispone de zonas donde los internos hacen la mayor parte de la vida cotidiana. Duermen en los llamados módulos de vida ordinaria, en celdas dobles, mayoritariamente, y tienen al alcance los servicios básicos (aulas de formación, biblioteca, economato, peluquería, talleres, comedores, salas de estar, gimnasio, locutorios). Cada uno de los ocho módulos de vida ordinaria que hay en el centro puede funcionar con total independencia de los otros. Dispone de una plantilla de más de 400 personas.